# 레카 (애니메이션)
《레카》(Lexa)는 대한민국 최초의 TV 3D 애니메이션이다. 2001년 드림픽쳐스21에 의해 제작되어 EBS에 의해 방영되었으며 총 26화로 구성되어 있다. 작품 이름은 고대 히브리어로 "너를 위하여 가라"라는 뜻을 가진 '레크레카'에서 유래된 이름이다.
이 작품은 대한민국에서 제작된 애니메이션 중에서는 드물게 3D 판타지 애니메이션 형식으로 제작된 작품이다. 주인공 도리가 대마왕에게 납치된 엄마 가이아를 구하고 악에 물들어가는 세상을 구하기 위해 친구들과 함께 모험을 떠난다는 내용을 담고 있다.

## 줄거리
요정마을에서 평화롭게 살던 도리는 악당 로시아의 음모에 넘어가면서 악의 흑마법서의 주문을 읽게 된다. 이 때문에 도리의 엄마이자 대지의 여신인 가이아의 육체와 영혼이 천년 동안 봉인되어 있던 대마왕 카탄의 영혼에 의해 끌려가게 된다.
엄청난 충격을 받은 도리는 지혜의 나무에게 운명의 말을 듣고 가이아의 힘의 파편인 10가지의 보석을 모아서 가이아를 구하기 위해 모험을 떠나게 되었고 곤지, 크리스, 잼잼이 도리와 함께 모험에 나서게 된다. 도리 일행은 자신들의 단점을 극복하면서 서로에게 힘이 되었고 마침내 대마왕 성에 도착하게 된다.
대마왕 성에 도착한 도리 일행은 10가지의 보석을 찾아 대마왕을 봉인시키고 사실은 천사였던 가이아를 되살리게 된다. 가이아는 천계로 승천했고 아이들은 가이아에게 세상을 아름답게 지켜나가기로 약속하게 된다.

## 에피소드
- 제1화: 도리의 생일
- 제2화: 카다몬의 탄생
- 제3화: 천년의 전설
- 제4화: 전설의 거북알
- 제5화: 마법학교의 마녀들
- 제6화: 붉은 옷의 마법사
- 제7화: 불의 검
- 제8화: 인어공주와 괴물왕자
- 제9화: 인어의 사랑
- 제10화: 물의 활
- 제11화: 요괴 비비치
- 제12화: 비비치의 인형들
- 제13화: 지혜의 열쇠
- 제14화: 윈드 건
- 제15화: 유령선
- 제16화: 해적소녀 리키아
- 제17화: 또다른 세상 속으로
- 제18화: 저승왕 하데스
- 제19화: 망각의 샘
- 제20화: 어둠의 흑수정
- 제21화: 잃어버린 고향
- 제22화: 로시아의 최후
- 제23화: 눈의 여왕
- 제24화: 초목 씨앗과 대지의 추억
- 제25화: 대마왕 성으로
- 제26화: 치료반지와 마지막 보물(최종회)

## 등장인물

### 주요 등장인물
작품 내에서는 주요 등장인물을 전설의 용사들, 운명의 아이라고 부르기도 한다.
- 도리 (성우: 엄상현)

이 작품의 주인공이자 요정마을에 사는 요정. 대마왕이 사는 성에 끌려간 엄마를 구하기 위해 모험을 떠난다. 불 속성의 마법을 사용한다.
- 곤지 (성우: 차명화)

호수의 마을에서 온 엘프족 요정. 도시에서 크리스와 함께 도리를 만나게 된다. 초반에는 도리와 사이가 좋지 않았지만 시간이 지나면서 사이게 좋아지게 된다. 물 속성의 마법을 다루지만 주먹질을 활용한 전투도 구사한다.
- 잼잼 (성우: 정옥주)

거만한 성격을 천재 소년. 도리, 곤지, 크리스 일행과 함께 도리의 모험에 합류하게 된다. 바람 속성의 마법을 사용하지만 실제로는 제대로 사용할 줄 모른다.
- 카다몬 (슈리, 성우: 손원일)

부모 없이 요정 킬로만 장로의 손에서 자난 소년. 애정 결핍과 도리에 대한 심한 열등감을 갖고 있었으며 가이아와의 결계가 풀어지면서 인간의 모습으로 돌아가게 된다. 악당 로시아의 꼬임에 넘어가면서 자신을 키워준 요정 장로에 대한 큰 오해를 갖게 되면서 마족으로 다시 태어나게 된다. 악의 세력에 합류하면서 대마왕에게 이용당한 이후에는 도리 일행의 여행을 방해했지만 요정 장로가 슈리를 위해 희생하면서 죽게 되었고 뒤늦게 자신의 죄를 뉘우치게 된다. 그림자, 전기 속성의 마법을 사용할 수 있고 어디든지 날아다닐 수 있다.
- 크리스 (성우: 구자형)

호수의 마을에서 온 엘프족 요정. 도시에서 곤지와 함께 도리를 만나게 된다. 곤지의 할아버지인 헬리오스의 제자로서 마을에서 의술을 공부했다. 치유 마법이나 각종 보조 마법을 다룬다.
- 키라 (네롤리, 성우: 최향윤)

숲의 정령왕 네이핀과 초목의 여왕 안젤리카의 딸로 태어난 요정. 로시아에 의해 납치된 이후에 저주에 걸리면서 대마왕의 손에서 자라게 된다. 초반에는 안하무인, 적반하장 스타일을 띤 거만한 성격이었지만 시간이 지나면서 카다몬을 서로 도와줄 정도로 착한 성격으로 바뀌게 된다. 얼음 속성의 마법을 다룬다.

### 그 외의 등장인물

#### 안내역
- 림 (성우: 홍소영)

수다스러운 사고뭉치 토끼 정령. 가이아의 보물 가운데 하나인 지혜의 열쇠를 사용하며 전설의 용사들을 안내하는 역할을 한다. 수호수 중에서 상위 계급이라는 자부심을 갖고 있으며 전설의 수호수, 수호수를 다스리는 정령임을 자처한다. 모든 동물을 다스릴 수 있고 간단한 마법도 사용한다.

#### 대마왕 카탄 계열
- 대마왕 카탄 (성우: 김환진)

눈에서 빛이 나는 비범한 능력, 대범한 성격을 가진 소유자. 천년 전 요정계와 인간계를 어둠으로 물들이기 위해 천상에서 내려온 가이아를 상대로 전투를 벌였지만 가이아에게 패배하면서 봉인당하고 만다. 그로부터 천년 뒤에 가이아를 대마왕 성으로 납치하면서 복수에 성공하게 된다.

##### 간부급 구성원
- 로시아 (성우: 이소영)

악랄함, 교활함, 치밀함을 가진 마녀. 대마왕 카탄의 심복으로서 대마왕 성에서 움직일 수 없는 카탄을 대신해서 여러 가지 계획을 수행한다. 땅 속성의 마법, 어둠과 관련된 마법을 사용하며 검술도 잘 하는 편이다. 원래는 요정이었던 것으로 추정되며 땅의 악마와 계약을 맺으면서 마족으로 변하게 된다.
- 쿠디 왕국의 왕 (성우: 전태열)

##### 하급 구성원
- 보바족 대장 (성우: 홍소영, 손원일)
- 꼬바 (성우: 최향윤)
- 신경질 병아리 (성우: 정옥주)
- 흑돼지

### 기타 조연
- 가이아 (성우: 차명화)
- 킬로만 장로 (성우: 전태열)

#### 전설의 거북선 (잼잼이 살던 도시)
- 제이슨 (성우: 김환진)

#### 불의 검 (마법학교)
- 왕마녀 데일리네 (성우: 홍소영)
- 켈렌 선생 (성우: 이소영)
- 레베카 (성우: 정윤정)
- 휘치 (성우: 차명화)
- 마샤 (성우: 정옥주)
- 멜리사 (성우: 전태열)

#### 물의 활 (죽음의 바다)
- 시릴르 왕자 (성우: 김환진)
- 코델리아 공주 (성우: 정옥주)

#### 지혜의 열쇠 (비비치의 동굴)
- 비비치 (성우: 이소영)
- 성냥팔이 인형 (성우: 최향윤)
- 복서 인형 (성우: 전태열)
- 장화 신은 고양이 인형 (성우: 홍희숙)
- 울드, 베르단디, 스쿨드 (성우: 홍희숙, 이소영, 최향윤)
- 선데이 (성우: 김환진)

#### 어둠의 흑수정 (저승)
- 알렉산드라 (개똥이, 성우: 전태열)
- 리키아 (성우: 정윤정)
- 아리먼 (성우: 김환진)
- 하데스 (메이, 성우: 김환진)
- 가루다 (성우: 전태열)
- 가가, 파츠 (성우: 구자형, 손원일)
- 아미, 비커 (성우: 정윤정, 홍희숙)
- 살라만다

#### 대지의 심장 (혼돈의 대륙)
- 네이핀 (성우: 손원일)
- 안젤리카 (성우: 이소영)
- 민트 (성우: 홍희숙)
- 펭귄마을 촌장 (성우: 김환진)

#### 치유의 팔찌 (대마왕 성)
- 뤼니크 (성우: 정윤정)
- 망태 할아버지 (성우: 김환진)
- 불도깨비 3남매 (성우: 엄상현, 정윤정, 전태열)
- 운디네 (성우: 정윤정)
- 진 (성우: 전태열)

## 가이아의 보물
가이아의 보물은 천년 전 대지의 여신인 가이아가 대마왕 카탄을 봉인할 때 흩어진 10가지 힘의 파편을 의미한다. 전설의 용사들은 이들을 모두 모아서 가이아를 구하고 대마왕 카탄을 물리치는 사명을 갖고 있다.
- 전설의 거북알 → 전설의 거북선: 거북선을 지키는 일족의 후예인 잼잼의 집에 있던 보물. 처음에는 거북알 형태로 있다가 거북선으로 부화하게 된다. 거북선은 전설의 용사들 일행의 교통 수단이 되었고 잼잼이 조종을 담당한다.
- 불의 검: 마법학교의 마녀 데일리네가 보관하고 있던 보물. 나중에 도리가 갖게 되었으며 말 그대로 불의 힘을 사용할 수 있다.
- 물의 활: 인어족 공주 코델리아와 쿠디족 왕자 시릴르의 슬픈 사랑이 맺은 보물로서 둘의 영혼을 활로 형상화했다. 그들의 진정한 마음을 깨닫지 못하면 잡을 수 없다고 하며 곤지가 갖게 된다. 사람의 마음을 정화시키거나 원래 모습을 드러내는 효과를 갖고 있다.
- 지혜의 열쇠: 미로와 같은 꼬마 요괴 비비치의 동굴 속에 있던 운명의 여신들의 우물에서 찾아낸 보물. 우물에 불의 검을 띄워 우물을 붉게 물들인 다음에 도리와 슈리가 갖고 있던 펜던트를 합쳐서 빠뜨리면서 등장했다. 림이 갖게 되었으며 어떤 문이든 열 수 있다. 사용자를 원하는 곳 어디든지 데려다 줄 수 있지만 하루에 한 번밖에 쓸 수 없다고 한다.
- 윈드 건: 선데이가 발견한 가이아의 보물로서 잼잼에게 건네준다. 3가지 형태가 존재하는데 1번째 형태는 양손에 총 1개씩 달린 모습, 2번째 형태는 왼쪽 손목에 총 3개가 한꺼번에 달린 모습, 3번째 모습은 장착하면 날아갈 수 있는 윈드보드이다.
- 어둠의 흑수정: 모든 어둠의 힘을 얻을 수 있는 보물. 천년 전부터 저승왕 하데스의 심장에 박혀 있었기 때문에 "하데스의 심장"이라는 별칭으로 부르기도 한다. 하데스가 리키아와의 사랑을 선택하고 소멸하면서 등장했다. 어둠의 기운을 갖고 있고 영혼을 잃은 사람(죽은 사람)만 가질 수 있다. 카다몬이 이것을 얻으면서부터 다음 세대의 저승왕 하데스가 된다.
- 초목의 씨앗: 키라가 자신의 원래 모습인 네롤리로 돌아가면서 얻은 보물. 서클렛의 보석 속에 들어 있으며 소유한 용사의 의지에 따라 언제 어디서나 풀과 나무를 싹틔울 수 있다.
- 대지의 축복: 키라(네롤리)의 엄마이자 요정 여왕인 안젤리카가 준 보물. 정해준 주인은 없지만 모든 전설의 용사들의 힘을 늘려준다.
- 치유의 팔찌: 크리스 자신의 보물로서 크리스가 목숨을 버려야 등장한다. 상처를 치유할 수 있으며 독, 마음의 상처, 슬픈 기억을 치유할 수 있다. 전설의 용사가 위기에 빠졌을 때 사용할 수 있는 비장의 보물. 크리스가 죽어가는 도리를 위해 산화하면서 형성되었는데 곤지는 파란색 팔찌, 네롤리는 녹색 팔찌를 갖게 되었다. 힘을 사용할 때에는 녹색 빛을 띤다.
- 우정, 사랑, 용기, 희망: 앞에서 등장한 9개의 보물이 함께 등장해야 형성되는 보물.

## 애니메이션 제작
- 하드웨어 제작: 휴렛 팩커드, 델, 인텔
- 소프트웨어 제작: 디스크리트, 어도비, 아비드 테크놀로지, 멘탈 이미지즈
- 만든 도구: 3ds 맥스, 포토샵, 프리미어 프로, 애프터 이펙트, 프로 툴스, 미디어 컴포저, 아비드 DS, 멘탈 레이

## 주제가
- 오프닝: 너의 길을 가라
  - 노래: 레카 (구성원: 금비(수아), 붐(미노), 지나, 우주)
  - 작사: 민희
  - 작곡: 장영진
- 엔딩: Take-Off
  - 노래: 레카 (구성원: 금비(수아), 붐(미노), 지나, 우주)
  - 작사: 민희
  - 작곡: 장영진

## 주요 수상
- 2002년 디지털콘텐츠대상 1/4분기 디지털 영상 부문 대상
- 2002년 대한민국 애니메이션 대상 TV시리즈 부문 우수상